# Pléhédel
Pléhédel (bret. Plehedel) – miejscowość i gmina we Francji, w regionie Bretania, w departamencie Côtes-d’Armor.
Według danych na rok 1990 gminę zamieszkiwało 1085 osób, a gęstość zaludnienia wynosiła 88 osób/km² (wśród 1269 gmin Bretanii Pléhédel plasuje się na 545. miejscu pod względem liczby ludności, natomiast pod względem powierzchni na miejscu 751.).